# Euglossa inflata
Euglossa inflata là một loài Hymenoptera trong họ Apidae. Loài này được Roubik mô tả khoa học năm 2004.